# Irune Manzano
Irune Manzano Basabe (Bilbao) es una actriz española. Ha desarrollado la mayor parte de su carrera en la televisión y el teatro, aunque ha tenido pequeños papeles en películas como Yoyes. Empezó su carrera artística en la década de 1970.
En el País Vasco es conocida por su extensa trayectoria. Ha interpretado varias series como Penelope Enea, Duplex y sobre todo Goenkale, donde interpretó a Pilar durante varias temporadas. En el ámbito nacional su papel más relevante lo realizó en la serie juvenil Al salir de clase, donde era Blanca, profesora del instituto al que acudían los protagonistas y madre de Santi (Alejo Sauras) y Violeta (Marta Solaz). Tras abandonar esta serie en la que intervino en casi 300 episodios, sus apariciones en televisión han sido episódicas. Dedicada a la investigación y dirección teatral sus últimos trabajos junto al dramaturgo Pablo Pereda la han llevado a ser protagonista de la obra Inocentes, monólogo para una actriz. Ese mismo año representa El sueño de Shiduri, estrenada en el Museo Whürt de Arte Contemporáneo. Cuando los ojos brillan, una obra teatral, supuso una excitante experiencia integradora con el mundo de los invidentes. Su faceta como escritora la desarrolló tras la publicación De Okinawa al corazón. Como resultado de su trayectoria artística fue candidata a los Premios Max de Teatro como mejor actriz en el año 2009 y como mejor actriz y directora en el 2010.
En 2018 ganó el premio Aixe Getxo! en la categoría «Artes Escénicas», premio entregado por el Ayuntamiento de Getxo.

## Filmografía
Participaciones de Irune Manzano en cine, teatro y televisión.

### Cine
- 2000: Yoyes.
- 1997: Ataque del hombre mochila.
- 1991: Aquel mundo de Jon.
- 1991: No me compliques la vida.[9]
- 1990: Ni ez nahastu.

### Teatro
- 2009: Cuando los ojos brillan.[10]
- 2007: Inocentes, monólogo para una actriz.
- 2006: Kata y Cata.[11]
- 2005: Todo Bilbao.
- 1996: Pinotxo.
- 1996: Los sobrinos del Capitán Grant
- 1995: Inessa de Gaxen.
- 1989: Euskadi-Euskadi.
- 1988: Alias Molière.
- 1987: El caserío.
- 1984: Juegos de masacre.

### Televisión
- Martin (2008)
- Hospital Central (2005)
- El comisario (2003)
- Compañeros (2002)
- Al salir de clase  (1998-2001)
- Lazos de sangre (2001)
- Periodistas (1999)
- Goenkale (1994)
- Duplex (1993)
- Penelope Enea (1992)

## Libros publicados
- 2007: De Okinawa al corazón. ISBN 978-84-935563-3-4